# Eltaj Safarli

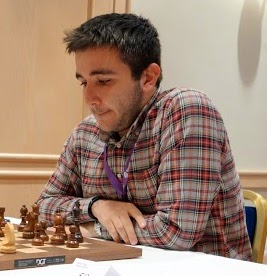
Eltaj Safarli bij de wereldbeker schaken in 2013

Eltaj Safarli (Bakoe, 18 mei 1992) is een Azerbeidzjaanse schaker. Sinds 2006 was hij internationaal meester (IM), in 2008 werd hij grootmeester (GM). 

## Biografie
In 2002 won Eltaj Safarli in Peñíscola het Europees schaakkampioenschap voor jeugd in de categorie tot 10 jaar en in Heraklion het Wereldkampioenschap schaken voor jeugd in de categorie tot 10 jaar. In 2003 won hij het EK voor jeugd in de categorie tot 12 jaar, in Budva. In 2007 won hij het Essent Open in Hoogeveen. In 2008 nam hij in Mersin deel aan de Schaakolympiade voor spelers tot 16 jaar. Voor zijn resultaat 7 pt. uit 9, spelend aan het eerste bord van zijn team, ontving hij een individuele zilveren medaille. Gedeeld derde werd hij in 2008 bij het wereldkampioenschap schaken voor junioren (spelers tot 20 jaar) dat werd gehouden in Gaziantep. In 2010 won hij voor de eerste keer in Bakoe, voor Nicat Məmmədov, het individuele schaakkampioenschap van Azerbeidzjan. In november 2010 won hij het Tsjigorin-Memorial in Sint-Petersburg met een halve punt voorsprong op Ivan Sokolov. Het individuele kampioenschap van Azerbeidzjan won hij voor de tweede keer in mei 2016.
In februari 2015 stond hij achter Şəhriyar Məmmədyarov, Teymur Rəcəbov en Rauf Məmmədov op de vierde plaats op de Azerbeidzjaanse Elo-ranglijst. In oktober 2016 was zijn Elo-rating 2694.
In maart 2018 nam hij deel aan het Europees kampioenschap schaken, gehouden in Batoemi, Georgië, en eindigde als achtste.

## Titels
In april 2006 kreeg hij de titel internationaal meester (IM). De normen ervoor behaalde hij op het 15e Internationale Festival in Abu Dhabi in augustus 2005, op het Zayed Open in Dubai in oktober 2005 en op het Internationale Festival eind oktober 2005 in Bakoe. Sinds april 2008 is hij grootmeester (GM). De GM-normen behaalde hij in de A2-groep van het Aeroflot Open in februari 2006 in Moskou, op het 17e Internationale Festival in Abu Dhabi in juli 2007 en op het Michail Tsjigorin-Memorial in Sint-Petersburg in december 2007.

## Nationale teams
Met het Azerbeidzjaanse nationale team nam Eltaj Safarli deel aan de volgende Schaakolympiades:
- Schaakolympiade 2010 in Chanty-Mansijsk, spelend aan het eerste reservebord
- Schaakolympiade 2012 in Istanboel, spelend aan het 2e bord
- Schaakolympiade 2014 in Tromsø, spelend aan het 4e bord[8]

Ook nam hij in 2013 deel aan het wereldkampioenschap schaken voor landenteams 2013 en aan het Europees kampioenschap schaken voor landenteams van 2011, 2013 en 2015. 
Bij het EK landenteams van 2011 in Porto Carras werd Azerbeidzjan tweede, het EK landenteams van 2013 in Warschau won Azerbeidzjan, met Eltaj Safarli spelend aan het derde bord.

## Schaakverenigingen
Met een schaakvereniging nam hij in 2007 voor de eerste keer deel aan de Turkse bondscompetitie, in 2009 nam hij voor de eerste keer deel aan de Spaanse bondscompetitie, met Mérida Patrimonio – Ajoblanco. Met SOCAR Azerbeidzjan nam hij van 2010 tot 2015 deel aan de European Club Cup. In 2012 en 2014 werd het team de winnaar, in 2011 in Rogaška Slatina en in 2015 werd SOCAR tweede. In 2011 ontving Eltaj Safarli een bronzen medaille voor zijn score 4.5 pt. uit 5 aan het tweede reservebord. Met Odlar Yurdu nam hij in 2016 en 2017 deel aan de European Club Cup. In de Russische competitie voor schaakteams speelde hij in 2013 voor Navigator Moskou, in de Spaanse competitie speelde hij in 2009 voor CA Mérida Patrimonio-Ajoblanco en in 2017 voor Escola d’Escacs de Barcelona. In de Franse Top12 competitie speelde hij in 2018 voor Metz Fischer. 

## Externe koppelingen
- (en)   Informatie over schaakpartijen van Eltaj Safarli op ChessGames.com
- (en)   Informatie over schaakpartijen van Eltaj Safarli op 365chess.com
- (en)  FIDE-ratinggegevens voor Eltaj Safarli